# Bărăşti
Bărăşti é uma comuna romena localizada no distrito de Olt, na região de Oltênia. A comuna possui uma área de 56.96 km² e sua população era de 1808 habitantes segundo o censo de 2007.